# ジェイムズ・シールズ (上院議員)
ジェイムズ・シールズ（英語: James Shields、1810年5月10日 - 1879年6月1日）は、アイルランド生まれのアメリカ合衆国の政治家であり、アメリカ陸軍の士官である。シールズは民主党員として、アメリカ合衆国の3つの異なる州でアメリカ合衆国上院議員に選出されたことではアメリカ史の中でも唯一の人物である。すなわち、1849年から1855年はイリノイ州選出で第31期から第33期まで、1858年から1859年はミネソタ州選出で第35期に、1879年の1月27日から3月3日まではミズーリ州選出で第45期のアメリカ合衆国上院議員となった。エイブラハム・リンカーンと決闘しそうになったことでも有名である。

## 生涯

### 初期の経歴
シールズは、やはりアイルランドで生まれ、オハイオ州選出アメリカ合衆国下院議員を務めたもう一人のジェイムズ・シールズ（1762年 - 1831年）の甥にあたる。1826年頃にアメリカ合衆国に移民し、イリノイ州ランドルフ郡カスカスキアに入り、そこで法律を勉強して実務を始めた。1836年からはイリノイ州議会下院議員となり、続いて州最高裁判所判事、1939年には州会計検査官を務めた（シールズはまだアメリカ市民でないときに選出された。イリノイ州は当時、議員になる資格として州内に6ヶ月間「居住」しているだけでよかった）。
シールズは1842年9月22日にエイブラハム・リンカーンと決闘しそうになった。リンカーンがイリノイ州スプリングフィールドで新聞「サガモン・ジャーナル」に挑発的な手紙を掲載し、イリノイ州会計検査官すなわちシールズをからかった。シールズはこの記事を挑戦と受け取って「釈明」を要求し、イリノイ州アルトンに近いサンフラワー島と呼ばれるミズーリ川の島で2つの党派が会して決闘に立ち会うというところまで拡大した。決闘に及ぶ直前に、2人の介添え人が間に入って、リンカーンがその手紙を書かなかったという根拠で敵対関係を止めるよう説得できた。
1846年、シールズは米墨戦争で戦うための志願兵の准将に選出された。リオ・グランデ川沿いでザカリー・テイラー将軍の下に仕えた。ベラクルス包囲戦やセルロ・ゴードの戦いでは志願兵師団の第3旅団を指揮し、このとき負傷した。コントレラスの戦いやチュルブスコの戦いには復帰し、その旅団は第4師団の一部となった。チャプルテペクの戦いでは再度負傷した。
戦争が終わった後の1848年8月14日、ジェームズ・ポーク大統領に指名され、アメリカ合衆国議会に確認されて同日に創設されたオレゴン準州知事を務めることになった。しかしシールズはその職を辞退し、ジョセフ・レインが新準州の初代知事に指名されて就任した。シールズはイリノイ州から上院議員選挙に出馬するためにこの職を辞退した。しかし、その当選は、アメリカ合衆国憲法で要求される9年間アメリカ合衆国市民であることという条件に適っていなかったために上院によって無効とされた。シールズは1840年10月21日に帰化していた。シールズはイリノイ州に戻って再選のために運動を始め、自分自身の空けた席のための特別選挙に勝利して議員となった。
1855年に再選を求めたが落選したため、ミネソタ州に移転した。ミネソタ州からは初代上院議員2人のうちの1人として当選したが、任期は1858年から1859年までであり、このときも再選はならなかった。

### 南北戦争とその後の経歴
シールズはその後カリフォルニア州に移転し、南北戦争の間は州から志願した部隊の准将を務めた。1862年のバレー方面作戦では、ポトマック軍第5軍団の第2師団（その後シェナンドー軍の一部）を率いた。3月22日の第一次カーンズタウンの戦いで負傷したが、その部隊はこの方面作戦の間で（あるいは南北戦争全体で）南軍ストーンウォール・ジャクソン将軍にとって唯一の戦術的敗北を経験させた。カーンズタウンの後で少将に昇進したが、この昇進は撤回され再検討された結果、最終的に拒否された。バレー方面作戦の残り期間は大した功績が挙げられず、その任務を辞任し、陸軍省もそれに抵抗することはなかった。
1863年、シールズはメキシコに移動して鉱山を運営し、その後ウィスコンシン州に行ったが、1866年にミズーリ州に移転して、州下院議員を務め、また鉄道会社の役員も務めた。1879年、アメリカ合衆国上院議員ルイス・V・ボギーの死去に伴う空席を埋める者として選出された。シールズはわずか3ヶ月間上院議員を務め、再選への出馬は辞退した。
シールズはアイオワ州オタムワで死去した。ミズーリ州キャロルトンのセントメアリー墓地に埋葬されている。シールズは1854年に『イリノイ州の歴史、1818年の州昇格から1847年まで』を編集した。国立彫像ホール・コレクションではイリノイ州を代表するものとしてその彫像が収められている。

## ギャラリー

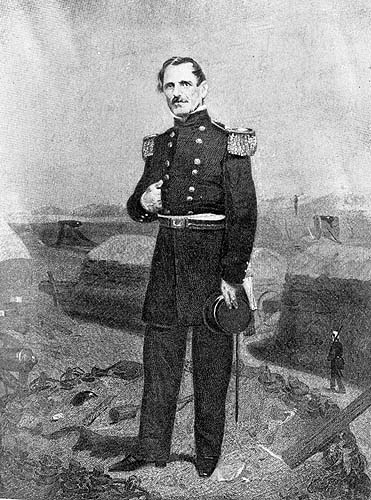
米墨戦争の時のシールズ准将
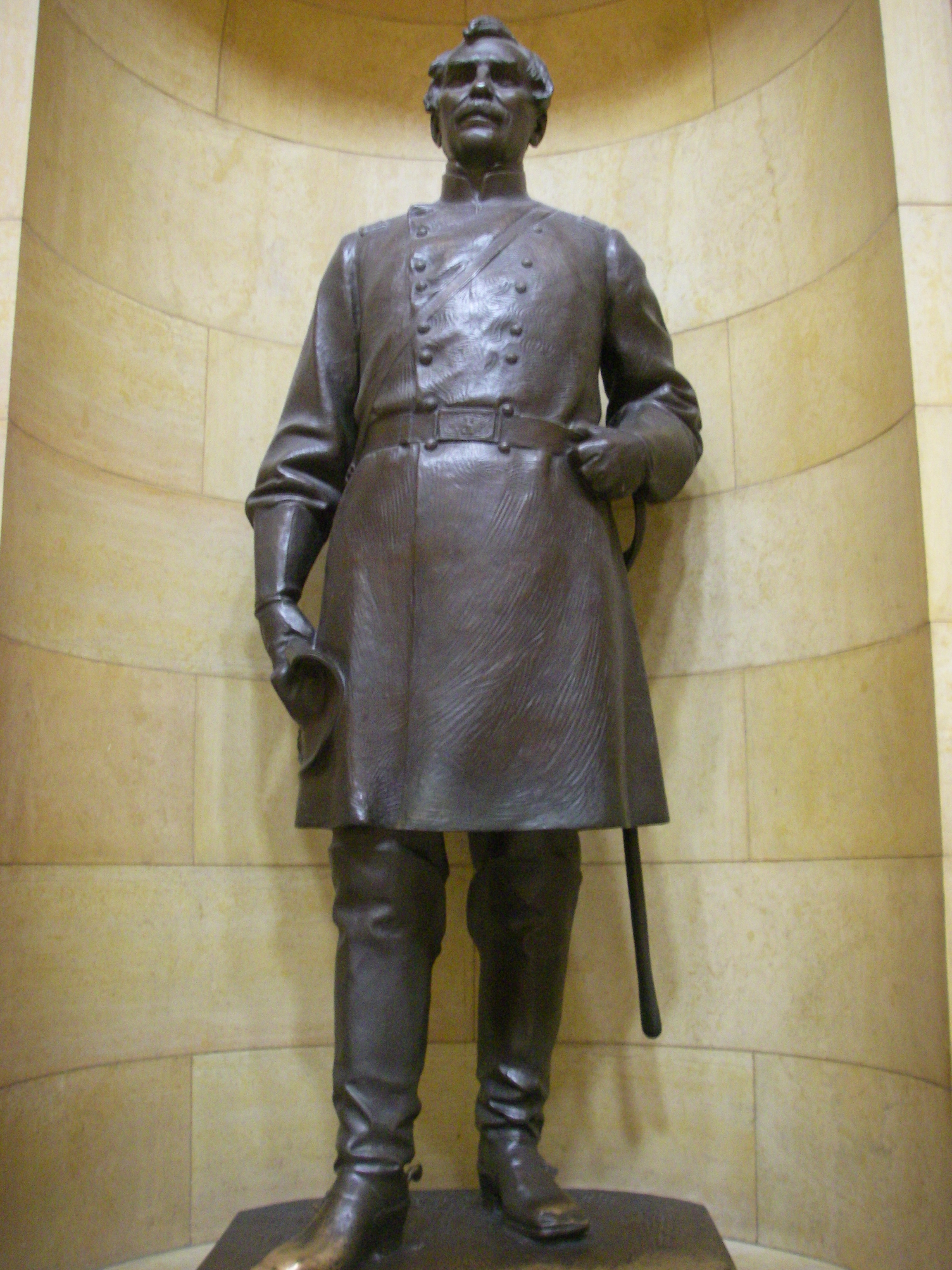
ミネソタ州議会議事堂のシールズの彫像